# Никола Суботић
Никола ”Нико” Суботић (Ервеник, 1873 – Шибеник, 1963) био је адвокат и политичар.

## Биографија
Отац му је рано преминуо, због чега се школује код стричева у Скрадину. Завршава италијанску гимназију у Задру и отпочиње студије права у Бечу. Докторирао је права у Грацу. По повратку у Далмацију радио је као судија у неколико градова и отворио адвокатску канцеларију у Шибенику. Политичке активности обављао је у оквиру Српске народне странке. Био је главни уредник страначког листа Српски глас.
Током Првог свјетског рата ухапшен је са другим истакнутим српским интелектуалцима и лишен слободе. Опет су га ухапсиле италијанске снаге по окупацији Далмације.
Био је члан Народне радикалне странке и челник страначког окружног одбора у Шибенику. Од тридесетих година дјелује у оквиру Југословенске националне странке.
Биран је народни делегат из Далмације у Привременом народном представнишву, народни посланик у три мандата и обављао је функцију привременог предсједника и сталног подпредсјеника Народне скупштине, министра финансија у влади Антона Корошеца, министра правде у другој влади Милана Стојадиновића, сенатора у Бановини хрватској и предсједника Привредно-културне матице за сјеверну Далмацију (до 1933).
По завршетку Другог свјетског рата живио је у Шибенику где се бавио адвокатуром и често заступао политичке осуђенике због чега није био у добрим односима са комунистичким властима. Преминуо је у Шибенику.